# Chiquimula (stad)
Chiquimula is een stad en gemeente in Guatemala en de hoofdstad van het gelijknamige departement. De stad ligt op een hoogte van 424 meter, 174 kilometer van Guatemala-Stad. Er wonen 105.000 mensen.